# Ixora siphonantha
Ixora siphonantha är en måreväxtart som beskrevs av Daniel Oliver. Ixora siphonantha ingår i släktet Ixora och familjen måreväxter. Inga underarter finns listade i Catalogue of Life.